# Hjalmar Söderberg
Hjalmar Emil Fredrik Söderberg (Stoccolma, 2 luglio 1869 – Copenaghen, 14 ottobre 1941) è stato uno scrittore svedese.
Dopo aver compiuto gli studi di Uppsala, si stabilì a Copenaghen, esordendo nel giornalismo. Dedicatosi poi esclusivamente alla letteratura, ebbe un notevole successo con una serie di Aneddoti del 1898; la sua fama è però legata a La giovinezza di Martin Brick, del 1901, di impronta naturalista.
Nelle sue opere della maturità artistica, come Il dottor Glas, del 1905, il dramma Geltrude, del 1906, il romanzo-diario Inquietudine del cuore, del 1909 e il romanzo Il giuoco serio, del 1912, Söderberg conferma le sue doti di narratore lucido e preciso che, da una posizione di isolato individualismo e stilisticamente distante dall'opulenza verbale degli scrittori neoromantici, ci offre una satira amara del costume borghese dei primi decenni del ventesimo secolo.

## Opere principali
- Förvillelser (1895)
  - Smarrimenti, trad. it. Massimo Ciaravolo, Lindau, Torino, 2015 (ISBN 9788867083534)
- Oscar Levertin, del 1895.
- Historietter (1898)
  - Il disegno a inchiostro e altri racconti, trad. it. Maria Cristina Lombardi, Lindau, Torino, 2015 (ISBN 9788867083626)
- Martin Bircks ungdom - La giovinezza di Martin Brick, del 1901.
  - La giovinezza di Martin Birck, trad. it. Massimo Ciaravolo, Iperborea, Milano, 2024
- Främlingarne - Gli stranieri, del 1903.
- Doktor Glas (1905)
  - Il dottor Glas, trad. it Maria Cristina Lombardi, Lindau, Torino 2015 (ISBN 9788867083701)
  - Il dottor Glas, trad. it. Carmen Giorgetti Cima, Giano, 2004
- Gertrud - dramma in tre atti del 1906, da cui è tratto il film omonimo
  - Gertrud, trad. it. Luca Taglianetti, Cue Press, Imola, 2021 (ISBN 9788855101790)
- Det mörknar över vägen, del 1907.
- Valda sidor, del 1908.
- Hjärtats oro - L'inquietudine del cuore, romanzo-diario del 1909.
- Den allvarsamma leken (1912)
  - Il gioco serio, trad. it. Massimo Ciaravolo, Iperborea, Milano, 2000 (ISBN 9788870910810)
- Aftonstjärnan, dramma in atto unico del 1912.
- Den talangfulla draken, del 1913.
- Jahves eld - Il fuoco di Jahvè, del 1918.
- Ödestimmen - L'ora del destino, dramma in tre atti del 1922.
- Jesus Barabbas. Ur löjtnant Jägerstams memoarer - del 1928.
- Resan till Rom - Viaggio a Roma, del 1929.
- Den förvandlade Messias - Il Messia trasformato, del 1932.